# 공항동
공항동(空港洞)은 서울특별시 강서구에 있는 동이다.

## 역사
- 조선시대까지는 경기도 양천군 가곡면 눌어리(訥語里), 송정리(松亭里), 소율리(小栗里)였다.

3개의 자연 부락 가운데 가장 규모가 크고 인구가 많은 송정리는 소나무가 울창했고 그 주변에 정자가 있었기 때문에 붙여진 이름이다.
- 1914년 3월 1일 부군면 통폐합 때에 이들 3개 리를 병합하여 김포군 양서면 송정리라 하였다.[2]
- 1963년 1월 1일 서울특별시로 편입될 당시 여기에 김포국제공항이 있어서 공항동으로 개칭되었다.

## 교육
- 공항초등학교
- 송정초등학교
- 공항중학교
- 송정중학교

## 교통
- ● 수도권 전철 5호선 송정역
- ● 서울 지하철 9호선 공항시장역
- 김포국제공항

## 같이 보기
- 대한민국의 행정 구역